# Cozy Powell
Cozy Powell, właśc. Colin Flooks (ur. 29 grudnia 1947 w Cirencester, zm. 5 kwietnia 1998 koło Bristolu) – brytyjski perkusista rockowy.

## Życiorys
Karierę muzyczną rozpoczął w zespole The Sorcerers w roku 1965. W 1970 wstąpił do The Jeff Beck Group, z którą nagrał dwa albumy, potem grał solo i stworzył zespół Bedlam. W 1973 roku jego solowy singel Dance With The Devil osiągnął trzecie miejsce na brytyjskiej liście przebojów. Następnego roku Cozy zasłynął ustanowieniem rekordu na najszybszego perkusistę grającego na żywo w telewizji. Dokonał tego występując w BBC w programie dla dzieci Record Breakers.
W 1975 stał się członkiem zespołu Ritchiego Blackmore’a Rainbow. Z występów w tym zespole jest najbardziej pamiętany. 16 sierpnia 1980 roku Rainbow zasłynął pierwszym w historii widowiskiem Monsters of Rock w Castle Donington w Anglii. Po sukcesie tego wydarzenia (które zaowocowało sukcesem longplaya Down to Earth, z którego pochodzą single Since You Been Gone i All Night Long) Powell opuścił Rainbow razem z wokalistą Grahamem Bonnetem, aby rozpocząć pracę nad nowym projektem Bonneta Graham Bonnet & the Hooligans. Ich najbardziej znaczącym singlem był Night Games (1981). Później Powell występował z wieloma znanym zespołami – Michael Schenker Group od 1981 do 1982, Whitesnake 1982–1984, potem z Keithem Emersonem i Gregiem Lakiem w 1986, w końcu z Black Sabbath w latach 1988–1991 i 1994–1995.
Cozy razem z Neilem Murrayem (byłym członkiem Cozy Powell`s Hammer, Whitesnake i Black Sabbath) zostali członkami Brian May Band, występując na albumach Back To The Light i Another World. Mieli rozpocząc trasę z zespołem jesienią 1998.
Cozy Powell zmarł 5 kwietnia 1998 roku, w wyniku wypadku samochodowego na autostradzie M4 koło Bristolu, gdy prowadził swój samochód Saab 9000 z prędkością 167 kilometrów na godzinę w czasie złej pogody. Rozmawiał przez telefon komórkowy ze swoją dziewczyną, nie miał zapiętych pasów i był pod wpływem alkoholu. Przed wypadkiem nagrywał w studiu razem z Fleetwood Mac. Cozy Powell wystąpił jako perkusista na co najmniej 66 albumach, nie licząc wielu innych, gdzie jego wkład nie był pierwszoplanowy. Powszechnym uczuciem było, że jego odejście to wielka strata dla muzyki rozrywkowej. Wielu rockowych perkusistów przyznawało, że miał na nich wielki wpływ.
W październiku 2005 pojawił się nowy album z Cozym Powellem. Tony Martin, były wokalista Black Sabbath, wydał studyjny album Scream, na którym wykorzystał nagranie gry Powella, które zostało dokonane w 1992 roku. Obydwaj byli wtedy w zespole Hammer i Cozy dał mu to nagranie do „przyszłego wykorzystania”. Jest jeszcze 19 takich ścieżek perkusyjnych, które mogą w przyszłości być użyte.

## Dyskografia
| - Rough & Ready – Jeff Beck Group (1971) - Clowns – Ed Welch (1971) - Jeff Beck Group – Jeff Beck Group (1972) - A Writer of Songs – Harvey Andrews (1972) - Clotho's Web – Julie Felix (1972) - Cosmic Wheels – Donovan (1973) - Bedlam – Bedlam (1973) - You and Me – Chick Churchill (1973) - Nigel Lived – Murray Head (1973) - First of the Big Bands – Tony Ashton / Jon Lord (1974) - Peter & the Wolf – Various (1975) - Every Word You Say – Peter Sarstedt (1975) - The First Starring Role – Bob Sargeant (1975) - Rising – Rainbow (1976) - Fourteen Greatest Hits – Hot Chocolate (1976) - On Stage – Rainbow (1977) - Long Live Rock ’n’ Roll – Rainbow (1978) - Down to Earth – Rainbow (1979) - Over the Top – Cozy Powell (1979) - And About Time Too – Bernie Marsden (1979) - Monsters of Rock – Rainbow / Various (1980) - Look at Me Now – Bernie Marsden (1981) - Tilt – Cozy Powell (1981) - M.S.G. – Michael Schenker Group (1981) - Line Up – Graham Bonnet (1981) - One Night at the Budokan – Michael Schenker Group (1982) - Before I Forget – Jon Lord (1982) - Pictures at Eleven – Robert Plant (1982) - Octopus – Cozy Powell (1983) - Slide It In – Whitesnake (1984) - Phenomena – Phenomena (1985) - Under a Raging Moon – Roger Daltrey (1985) - Finyl Vinyl – Rainbow (1986) - Emerson, Lake & Powell – Emerson, Lake & Powell (1986) |  | - Who the Am Dam – Boys Don’t Cry (1987) - Sanne Salomonsen – Sanne Salomonsen (1987) - Triumph & Agony – Warlock (1987) - Forcefield I – Forcefield (1987) - Super Drumming – Pete York / Cozy Powell (1987) - Long Cold Winter – Cinderella (1988) - Southern Region Breakdown – James Darby (1988) - K.2. – Don Airey (1988) - Forcefield II – Forcefield (1988) - After the War – Gary Moore (1989) - Headless Cross – Black Sabbath (1989) - Timewatch – Minute By Minute (1989) - To Oz and Back (Forcefield III) – Forcefield (1989) - Live in Germany 1976 – Rainbow (1990) - Tyr – Black Sabbath (1990) - Let the Wild Run Free (Forcefield IV) – Forcefield (1991) - The Connoisseur Collection Vol II – Ritchie Blackmore (1991) - The Drums Are Back – Cozy Powell (1992) - Instrumentals – Forcefield (1992) - Back to the Light – Brian May (1993) - Live at Brixton Academy – Brian May (1994) - Forbidden – Black Sabbath (1995) - The Music of Jimi Hendrix – Various (1995) - The Sabbath Stones – Black Sabbath (1996) - Baptism of Fire – Glenn Tipton (1997) - The Best of Cozy Powell – Cozy Powell (1997) - Splinter Group – Peter Green (1997) - SAS Band – S.A.S. Band (1997) - Facing the Animal – Yngwie Malmsteen (1997) - Another World – Brian May (1998) - Twin Oaks / Especially for You – Cozy Powell (1999) - Scream – Tony Martin (2005) - Edge of the World – Tipton, Powell & Entwistle (2006) |